# بولتون پل بوبولینک
پی. ۳ بوبولینک (به انگلیسی: Boulton_&_Paul_Bobolink) یک هواگرد ملخ‌پیشین تک‌موتوره از نوع جنگنده تک سرنشینه ساخت شرکت Boulton & Paul Ltd است. هواگرد پی. ۳ بوبولینک نخستین پروازش را در ۱۹۱۸ میلادی انجام داد. در مجموع، تعداد ۱ فروند از این هواگرد ساخته شده‌است.